# Am Schusterstein
Das Naturschutzgebiet (NSG) Am Schusterstein liegt in den Gemeinden Lichtenau und Taura im Landkreis Mittelsachsen und in der kreisfreien Stadt Chemnitz in Sachsen. Das 13,32 ha große Gebiet mit der NSG-Kennung C 54 liegt am nördlichen Stadtrand von Chemnitz an einer Flussschlinge der Chemnitz.